# 赵少麟
赵少麟（1946年10月—），山西原平人，1973年4月加入中国共产党，1965年8月参加工作，哈尔滨军事工程学院原子工程系无线电测量专业毕业，大学学历。曾担任淮阴市人民政府市长、中共淮阴市委书记、中共江苏省委常委、秘书长等职务，2014年10月，因“涉嫌严重违纪违法”接受中纪委调查。2015年8月14日，因严重违纪违法被开除党籍。

## 生平
1946年10月出生于革命军人家庭。幼年在南京空军大院度过，最早是在南京市小营小学接受教育，这是一所由华东军区空军干部管理部1952年创办的学校，时为空军子弟小学。1965年8月，赵少麟入读哈尔滨军事工程学院（今中国人民解放军国防科技大学）原子工程系无线电测量专业。1970年从哈军工毕业后，进入在南京大桥机器厂工作。这是一所建于1958年，为信息产业部门和部队定点研制气象雷达等产品的军工企业。他在这里历任工人、技术员。1980年6月，升任厂党委副书记。1982年8月，赵少麟出任共青团南京市委书记，由此开启仕途。1984年3月，赵少麟任南京市鼓楼区委书记；1986年4月，任南京市委常委、市委秘书长；1989年8月，任南京市委副书记。1992年到1997年，赵少麟在淮阴市（今淮安市）工作，历任市委副书记、市长、市委书记、市人大常委会主任。1997年到1998年，任中共江苏省委副秘书长、办公厅主任。1998年到2000年，任中共江苏省委秘书长、办公厅主任。2000年到2003年，任中共江苏省委常委、秘书长、办公厅主任。2003年到2006年，任中共江苏省委常委、秘书长。2006年到2014年，任中国老龄事业发展基金会第一副理事长。
2014年10月11日，赵少麟因涉嫌严重违纪违法，接受中国共产党中央纪律检查委员会调查。经审理查明：2007年至2014年，被告人赵少麟在充任其子赵晋实际控制的公司总顾问期间，伙同赵晋请托他人为其公司非法经营房地产项目提供帮助，并行贿价值人民币444.895万元的财物；帮助赵晋采用伪造对外贸易合同、虚构向境外支付费用手段骗取有关机关审批文件用于骗购外汇并汇至境外，共计美元4170万余元。
2017年5月18日，宁波市中级人民法院公开宣判赵少麟单位行贿、骗购外汇一案，赵少麟因单位行贿罪被判处有期徒刑三年；因骗购外汇罪被判处有期徒刑二年，决定执行有期徒刑四年，并处罚金人民币一千五百万元。

## 家庭
- 儿子：赵晋，人称“赵衙内”，1973年7月出生于南京市，解放军国际关系学院专科毕业。凭借父亲赵少麟的政治权力和裙带关系的庇佑，官商勾结，在南京、济南、天津等地从事房地产开发的过程中，恐吓殴打拆迁户，擅自增加樓房層數，通过將臥室處理成“飄窗”、“裝飾性陽台”的計算方法，無限制擴大容積率以牟取暴利，人称“最牛开发商”[4][5]。2014年6月中旬，赵晋被有关部门带走调查。与赵晋有牵涉的官员不仅仅是他的父亲，还有国家行政学院原常务副院长何家成，河北省委原书记周本顺，山东省委原常委、济南市委原书记王敏，江苏省委原常委、南京市委原书记杨卫泽，天津市政协原副主席、天津市公安局原局长武长顺以及包括沈东海、崔志勇、杜娜丽在内的现任和前任天津城建系统官员。2014年以来，上述官员均已落马，并先后被“双开”[6]。赵少麟、何家成两家是通家之好，赵晋称呼何家成为“干爹”[7]。赵晋与周本顺之子周靖是多年好友，两个人一直形影不离，“周靖特别听赵晋的话”。周本顺之妻段雁秋视赵晋如同自己的儿子[8]。